# Llista de monuments d'Ascó
Llista de monuments d'Ascó inclosos en l'Inventari del Patrimoni Arquitectònic de Catalunya per al municipi d'Ascó (Ribera d'Ebre). Inclou els inscrits en el Registre de Béns Culturals d'Interès Nacional (BCIN) catalogats com a monuments històrics, els béns culturals d'interès local (BCIL) de caràcter immoble i la resta de béns arquitectònics integrants del patrimoni cultural català.
| Monument                                                                              | Protecció   | Estil/època                     | Localització                                                | Coordenades                                          | Codi?         | Imatge |
| ------------------------------------------------------------------------------------- | ----------- | ------------------------------- | ----------------------------------------------------------- | ---------------------------------------------------- | ------------- | --- |
| Muralles d'Ascó                                                                       | BCIN 487-MH | Medieval                        | Ascó C. de la Mola, pl. Nova, c. Cavaller i c. Trinquet     | 41° 10′ 46″ N, 0° 34′ 05″ E / 41.179484°N,0.567965°E | RI-51-0006579 | Muralles d'Ascó · Vegeu més fotos d'aquest monument · Carregueu una nova foto d'aquest monument                                  |
| Castell d'Ascó                                                                        | BCIN 488-MH | XIV-XV, XIX                     | Ascó Muntanya del Castell, a ponent del nucli d'Ascó        | 41° 10′ 47″ N, 0° 33′ 58″ E / 41.179697°N,0.565997°E | RI-51-0006578 | Castell d'Ascó · Vegeu més fotos d'aquest monument · Carregueu una nova foto d'aquest monument                                   |
| Torre del Minaret, Torreta de la Vila o Torre de Martinet                             | BCIN 489-MH | Medieval                        | Ascó C. Major, 20                                           | 41° 10′ 49″ N, 0° 34′ 04″ E / 41.180188°N,0.567805°E | RI-51-0006580 | Carregueu una nova foto d'aquest monument                                                                                        |
| Centre històric d'Ascó, Azcón o Schó                                                  |             | Obra popular Medieval, XVII     | Ascó Pl. de l'Església i voltants                           | 41° 10′ 54″ N, 0° 34′ 02″ E / 41.181696°N,0.567320°E | IPA-11426     | Centre històric d'Ascó · Vegeu més fotos d'aquest monument · Carregueu una nova foto d'aquest monument                           |
| Perxe de la Placeta                                                                   |             | Obra popular Medieval           | Ascó Pl. de la Placeta - c. de Baix                         | 41° 10′ 49″ N, 0° 34′ 05″ E / 41.180290°N,0.568123°E | IPA-11427     | Carregueu una nova foto d'aquest monument                                                                                        |
| Perxes de Sant Domingo i del Sac                                                      |             | Obra popular Medieval           | Ascó C. Estudi - c. del Sac                                 | 41° 10′ 45″ N, 0° 34′ 06″ E / 41.179179°N,0.568391°E | IPA-11428     | Carregueu una nova foto d'aquest monument                                                                                        |
| Perxe de Cal Cavaller                                                                 |             | Obra popular Medieval           | Ascó Pl. del Cavaller                                       | 41° 10′ 47″ N, 0° 34′ 08″ E / 41.179710°N,0.568807°E | IPA-11429     | Carregueu una nova foto d'aquest monument                                                                                        |
| Perxe de Ca Pere Sans                                                                 |             | Obra popular XVI                | Ascó C. Hospital                                            | 41° 10′ 53″ N, 0° 34′ 00″ E / 41.181267°N,0.566621°E | IPA-11430     | Carregueu una nova foto d'aquest monument                                                                                        |
| Perxe de la Baijunga                                                                  |             | Obra popular Medieval           | Ascó C. Baijunga                                            | 41° 10′ 48″ N, 0° 34′ 05″ E / 41.180091°N,0.568089°E | IPA-11431     | Carregueu una nova foto d'aquest monument                                                                                        |
| Porta de separació de la Vila de Dins i la Vila de Fora                               |             | Obra popular XII-XVI            | Ascó C. de Baix                                             | 41° 10′ 48″ N, 0° 34′ 06″ E / 41.179936°N,0.568411°E | IPA-11432     | Carregueu una nova foto d'aquest monument                                                                                        |
| Antiga mesquita, Voltes davall la plaça de l'Ajuntament                               |             | Obra popular XVII               | Ascó Pl. Major, abans pl. de l'Ajuntament                   | 41° 10′ 51″ N, 0° 34′ 02″ E / 41.180887°N,0.567183°E | IPA-11433     | Carregueu una nova foto d'aquest monument                                                                                        |
| Lo Forn de Pa, Forn de Xavalí                                                         |             | Obra popular Medieval           | Ascó Pl. de l'Abadia                                        | 41° 10′ 49″ N, 0° 34′ 02″ E / 41.180206°N,0.567322°E | IPA-11434     | Carregueu una nova foto d'aquest monument                                                                                        |
| Ca la Vila o Ajuntament                                                               |             | Obra popular XVII, XXI          | Ascó Pl. Major                                              | 41° 10′ 51″ N, 0° 34′ 02″ E / 41.180898°N,0.567290°E | IPA-11435     | Carregueu una nova foto d'aquest monument                                                                                        |
| Cases morisques                                                                       |             | Obra popular XVII               | Ascó Centre històric d'Ascó, C. de Baix                     | 41° 10′ 49″ N, 0° 34′ 06″ E / 41.180276°N,0.568315°E | IPA-11436     | Carregueu una nova foto d'aquest monument                                                                                        |
| Cal Cavaller o Casa Alií Abimacit (1152)                                              | BCIL 1982   | Barroc XII, XVII                | Ascó Placeta del Cavaller                                   | 41° 10′ 48″ N, 0° 34′ 07″ E / 41.179884°N,0.568711°E | IPA-11437     | Carregueu una nova foto d'aquest monument                                                                                        |
| Església parroquial de Sant Joan Baptista                                             | BCIL 1982   | Gòtic, barroc XII, XVIII, XIX   | Ascó Pl. de l'Església                                      | 41° 10′ 50″ N, 0° 34′ 02″ E / 41.180521°N,0.567328°E | IPA-11438     | Església parroquial de Sant Joan Baptista (Ascó) · Vegeu més fotos d'aquest monument · Carregueu una nova foto d'aquest monument |
| Pous o Sénies                                                                         | BCIL 1982   | Obra popular XVIII, XIX         | Ascó                                                        | 41° 11′ 38″ N, 0° 32′ 12″ E / 41.193816°N,0.536787°E | IPA-11441     | Carregueu una nova foto d'aquest monument                                                                                        |
| Ermita de Sant Miquel patró d'Ascó                                                    | BCIL 1982   | Obra popular XVIII              | Ascó C. Sant Miquel, 1                                      | 41° 11′ 04″ N, 0° 34′ 01″ E / 41.184495°N,0.566877°E | IPA-11447     | Ermita de Sant Miquel (Ascó) · Vegeu més fotos d'aquest monument · Carregueu una nova foto d'aquest monument                     |
| Calvari d'Ascó                                                                        |             | Obra popular XIX, 1812          | Ascó Monte Santo                                            | 41° 10′ 27″ N, 0° 34′ 10″ E / 41.174248°N,0.569360°E | IPA-11448     | Carregueu una nova foto d'aquest monument                                                                                        |
| Capelleta del Carme o capella de la Mare de Déu del Carme                             |             | Obra popular XIX (1882)         | Ascó                                                        | 41° 10′ 37″ N, 0° 34′ 10″ E / 41.177045°N,0.569400°E | IPA-11449     | Carregueu una nova foto d'aquest monument                                                                                        |
| Ca Biarnès                                                                            |             | Obra popular Medieval, XX       | Ascó Pl. de l'Abadia, 1                                     | 41° 10′ 48″ N, 0° 34′ 03″ E / 41.180132°N,0.567551°E | IPA-11450     | Carregueu una nova foto d'aquest monument                                                                                        |
| Cabanes d'Ascó                                                                        |             | Obra popular XIX-XX             | Ascó                                                        | 41° 11′ 37″ N, 0° 32′ 23″ E / 41.193539°N,0.539713°E | IPA-11451     | Carregueu una nova foto d'aquest monument                                                                                        |
| Cisternes, aljubs d'Ascó                                                              |             | Obra popular XX, XVIII          | Ascó                                                        | 41° 11′ 42″ N, 0° 31′ 57″ E / 41.194907°N,0.532406°E | IPA-11453     | Carregueu una nova foto d'aquest monument                                                                                        |
| Caxaperes d'Ascó                                                                      | BCIL 1982   | Obra popular XVIII, XIX         | Ascó A ponent del terme municipal, prop del de la Fatarella | 41° 10′ 19″ N, 0° 30′ 15″ E / 41.171898°N,0.504066°E | IPA-11455     | Carregueu una nova foto d'aquest monument                                                                                        |
| Ca Pere-sans                                                                          | BCIL 1982   | Obra popular XIII, XIX-XX       | Ascó C. Hospital, 10                                        | 41° 10′ 52″ N, 0° 34′ 00″ E / 41.181218°N,0.566739°E | IPA-11456     | Carregueu una nova foto d'aquest monument                                                                                        |
| Pou de la neu                                                                         | BCIL 2010   | Obra popular XVII               | Ascó Baixada de Ca Cavaller, 3-5                            | 41° 10′ 49″ N, 0° 34′ 07″ E / 41.180254°N,0.568640°E | IPA-11458     | Carregueu una nova foto d'aquest monument                                                                                        |
| Escut del Comanador Fra Miquel Sabata                                                 |             | Obra popular XVII               | Ascó C. Major, 1                                            | 41° 10′ 46″ N, 0° 34′ 06″ E / 41.179550°N,0.568380°E | IPA-11459     | Carregueu una nova foto d'aquest monument                                                                                        |
| Màrgens d'Ascó                                                                        |             | Obra popular XIX, XVIII         | Ascó                                                        | 41° 12′ 02″ N, 0° 31′ 57″ E / 41.200541°N,0.532636°E | IPA-11461     | Carregueu una nova foto d'aquest monument                                                                                        |
| Escut de Cal Cavaller                                                                 |             | Barroc XVII                     | Ascó Placeta del Cavaller                                   | 41° 10′ 48″ N, 0° 34′ 06″ E / 41.179889°N,0.568439°E | IPA-11462     | Carregueu una nova foto d'aquest monument                                                                                        |
| Casa prioral                                                                          |             | Obra popular Medieval           | Ascó C. Major, 2                                            | 41° 10′ 47″ N, 0° 34′ 06″ E / 41.179752°N,0.568325°E | IPA-11465     | Carregueu una nova foto d'aquest monument                                                                                        |
| Mas de Juanito                                                                        |             | Obra popular XIX                | Ascó Camposines                                             | 41° 07′ 33″ N, 0° 31′ 50″ E / 41.125840°N,0.530478°E | IPA-11466     | Carregueu una nova foto d'aquest monument                                                                                        |
| Abadia                                                                                |             | Obra popular Medieval, XX Inici | Ascó Pl. de l'Abadia, 1                                     | 41° 10′ 49″ N, 0° 34′ 02″ E / 41.180399°N,0.567187°E | IPA-39530     | Carregueu una nova foto d'aquest monument                                                                                        |
| Espais històrics Batalla de l'Ebre: Búnquer dels Reguers o del camí del Mas de Prades | BCIL 2011   | Obra popular XX (1938)          | Ascó Camí del Mas de Prades                                 | 41° 10′ 13″ N, 0° 34′ 51″ E / 41.170398°N,0.580940°E | IPA-39531     | Carregueu una nova foto d'aquest monument                                                                                        |
| Perxe del Carrer de Baix                                                              |             | Obra popular XVII               | Ascó C. de Baix - pl. de Cal Cavaller                       | 41° 10′ 48″ N, 0° 34′ 06″ E / 41.180089°N,0.568310°E | IPA-39534     | Carregueu una nova foto d'aquest monument                                                                                        |
| Antic hospital                                                                        |             | Obra popular XVII, XIX          | Ascó C. Hospital, 21                                        | 41° 10′ 52″ N, 0° 34′ 00″ E / 41.181155°N,0.566542°E | IPA-39558     | Carregueu una nova foto d'aquest monument                                                                                        |
| Ca Aleix                                                                              |             | Eclecticisme XIX                | Ascó C. de la Placeta, 7-9                                  | 41° 10′ 50″ N, 0° 34′ 06″ E / 41.180603°N,0.568452°E | IPA-39559     | Carregueu una nova foto d'aquest monument                                                                                        |
| Espais històrics Batalla de l'Ebre: Campament del Quinzè Cos d'Exèrcit                | BCIL 2011   | 1938                            | Ascó                                                        |                                                      | IPA-41033     | Carregueu una nova foto d'aquest monument                                                                                        |
| Forn de guix de les Camposines                                                        |             | Obra popular XX                 | Ascó Camí Fatarella                                         |                                                      | IPA-45143     | Carregueu una nova foto d'aquest monument                                                                                        |